# Lüblow
Lüblow là một đô thị ở huyện Ludwigslust, bang Mecklenburg-Vorpommern, Đức. Đô thị này có diện tích 21,42 km², dân số thời điểm 31 tháng 12 là 672 người.